# Artelida rubicunda
Artelida rubicunda är en skalbaggsart som beskrevs av Leon Fairmaire 1903. Artelida rubicunda ingår i släktet Artelida och familjen långhorningar.
Artens utbredningsområde är Madagaskar. Inga underarter finns listade.